# ستق
ستق روستایی از توابع بخش پیشخور شهرستان فامنین در استان همدان ایران است.

## جمعیت
این روستا شامل۱۰۴۶نفر جمعیت و۲۱۴خانواراست.

## اشتغال
کار اصلی مردم این روستا کشاورزی و دامداری می‌باشد. کشت عمده آن گندم و جو به روش دیمی می‌باشد.

## موقعیت جغرافیایی
این روستا در جاده ساوه به سمت همدان قرار گرفته واز اتوبان تهران همدان  ۸ کیلومتری فاصله دارد . از جمله همسایه‌های آن می‌توان به روستاهای تجرک، تیمور قاش  اشاره کرد.

## آب و هوا
آب و هوای این روستا کوهستانی بوده و زمستانی نسبتاً سرد و تابستانی معتدل دارد.
آب این روستا توسط دریاچه‌های گوناگونی که در این روستا قرار دارد تأمین می‌شود.
همچنین قسمتی از زمینهای کشاورزی این روستا در حاشیه رودخانه قره چای قرار دارد و تعدادی از اهالی برای آبیاری زمینهای خود از موتور آب در حاشیه این رودخانه استفاده می‌کنند.